# Crest of the Stars
Autre
Crest of the Stars (星界の紋章, Seikai no Monshō, littéralement L’emblème des étoiles) est une série de romans de science-fiction écrite par Hiroyuki Morioka, connue hors du Japon par son adaptation en anime. Conçue comme une introduction à Banner of the Stars, l’histoire narre la rencontre des deux personnages principaux, Lamhirh et Ghintec, sur fond de déclenchement de la guerre entre l’Empire humain des Abh et la Coalition des Quatre. Plusieurs nouvelles centrées sur les personnages des romans ont été rassemblées en deux volumes sous le titre Seikai no danshō.
L’univers riche et détaillé de Crest of the Stars est un des principaux attraits de la série. En plus d’une société à l’organisation particulière, Hiroyuki Morioka a créé une langue, le baronh, parlée par les Abh, dont la forte présence renforce l’étrangeté et l’originalité de l’Empire humain des Abh. Dans les romans, grâce à une particularité du système d’écriture japonais, le lecteur rencontre de nombreux mots dont le sens est indiqué grâce aux kanji et la prononciation en baronh indiquée par les furigana. Dans l’anime, de nombreux dialogues sont en baronh et la quasi-totalité des éléments écrits le sont avec l'alphabet des Abh, les Ath.

## Les romans
Crest of the Stars est une trilogie publiée au Japon par Hayakawa Publishing :
- Crest of the Stars I : La princesse de l’Empire (星界の紋章I　 帝国の王女, Seikai no monshō I : Teikoku no ōjo), paru en avril 1996 ;
- Crest of the Stars II : Une petite guerre (星界の紋章II 　ささやかな戦い, Seikai no monshō II : Sasayaka na tatakai), paru en mai 1996 ;
- Crest of the Stars III : Retour vers un monde étrange (星界の紋章III 　異郷への帰還, Seikai no monshō III : Ikyō e no kikan), paru en juin 1996.

En 1997, Crest of the Star a reçu le prix Seiun, équivalent japonais du Prix Nebula.
Une traduction anglaise a été publiée en 2006-2007. Les romans demeurent inédits en français.

## L’adaptation animée
Crest of the Stars a été adapté en anime par Sunrise. La série a été diffusée de janvier à mars 1999 sur la chaîne payante WOWOW. Elle a été suivie d’une Special Edition, long métrage de 90 minutes résumant la série et comportant quelques séquences nouvelles, sorti directement en vidéo en 1999. La série et le film ont été édités en français par Beez Entertainment.
La structure de la série, reprise pour Banner of the Stars, fait entrer de plain-pied le spectateur dans un monde étranger. Le premier épisode débute par une scène entièrement prononcée en baronh, sans sous-titres : il s’agit d’un aperçu d'une scène clef de la série, scène qui est revue plus tard avec des dialogues japonais. Chaque épisode s’ouvre par une introduction en baronh, sous-titrée, qui explique certains aspects de la civilisation abh. Lors du générique, le titre est d’abord donné en baronh avant sa traduction en japonais.

### Fiche technique
- Origine : Japon
- Titre original : Seikai no monshō
- Titre international : Crest of the Stars
- Type : série TV
- Genre : space opera
- Durée : 12 x 25 minutes ; 1 x 40 minutes
- Année de production : 1999
- Produit par : Sunrise, WOWOW, Bandai Visual
- Histoire originale : Hiroyuki Morioka
- Illustrations originales : Takami Akai, Keiichi Eda
- Producteurs : Masaki Kaifu, Mikihiro Iwata, Tsutomu Sugita, Korefumi Seki
- Réalisateur : Yasuchika Nagaoka
- Scénario : Aya Yoshinaga
- Character Design : Keisuke Watabe
- Mechanical Design : Shinobu Tsukeni, Masanori Shino, Yasuhiko Moriki
- Directeur artistique : Tomoaki Okada
- Coloriste : Ritsuko Utagawa
- Montage : Takeshi Seyama
- Directeur de la photographie : Hisao Shirai
- Directeur du son : Katsuyoshi Kobayashi
- Musique : Katsuhisa Hattori

Générique de fin : Ushinawareta aozora (le ciel bleu perdu)
- paroles et musiques : Kingo Kondo
- arrangement et interprétation : TimeSlip RendezVous

Voix :
- Lamhirh : Ayako Kawasumi
- Ghintec : Yuka Imai
- Narrateur : Haruhiko Jo
- Dusanh : Kaneto Shiozawa
- Till Corint : Eiichiro Suzuki
- Rock Lynn : Hideyuki Tanaka
- Laicch : Gara Takashima
- Le baron de Faibdach : Takehito Koyasu
- Sérnaïc : Ikue Ōtani
- Lamagh : Mika Doi
- Tlaïmh : Jūrōta Kosugi
- Spaurh : Rika Fukami
- Dubeusec : Hirotaka Suzuoki

### Liste des épisodes
Note : le titre en français est suivi du titre original japonais et de la transcription du titre en baronh.
1. L’invasion (侵略, Shinryaku) / Inofacssoth ; première diffusion le 2 janvier 1999
2. Les parents des étoiles (星たちの眷族, Hoshitachi no kenzoku) / Carsarh gerélacr ; première diffusion le 7 janvier 1999
3. La fille d’amour (愛の娘, Ai no musume) / Frymec négr ; première diffusion le 16 janvier 1999
4. Attaque surprise (奇襲,  Kishū) / Déucrémhoth ; première diffusion le 23 janvier 1999
5. La bataille du Gothlauth (ゴースロスの戦い, Gōsurosu no tatakai) / Slachoth Gothlautr ; première diffusion le 30 janvier 1999
6. Mystérieuses intrigues (不可解な陰謀, Fukakai na inbō) / Saigezaitec dafacra ; première diffusion le 6 février 1999
7. Heureuse révolte (幸せな叛逆, Shiawase na kangyaku) / Raumechoth raifa ; première diffusion le 13 février 1999
8. La méthode abh (アーヴの流儀, Āvu no ryūgi) / Bar garhath ; première diffusion le 20 février 1999
9. Vers le champ de bataille (戦場へ, Senjō e) / Ïucrabé ; première diffusion le 27 février 1999
10. Fuite à deux (二人だけの逃亡, Futari dake no tōbō) / Digecauth matnir latta ; première diffusion le 6 mars 1999
11. La bataille du portail de Sfagnaumh (スファグノーフ門沖会戦, Sufuagenōfu mon-oki kaisen) / Raïchacarh üécr sauder Sfagnaumr ; première diffusion le 13 mars 1999
12. La dame du chaos (惑乱の淑女 , Wakuran no shukujo) / Logh labyrena ; première diffusion le 20 mars 1999
13. Des gêneurs dans le firmament (天翔る迷惑, Amagakeru maiwaku) / Robïach saisera (épisode double) ; première diffusion le 27 mars 1999

## Remarques
Le contexte dans lequel se déroule Crest of the Stars aurait pu donner lieu à une simple suite d’aventures, mais le sujet central est la rencontre de Lamhirh et Ghintec, et comment ils s’adaptent l’un à l’autre. De longs passages sont uniquement consacrés aux relations entre personnages. Jusqu’à l’arrivée sur Clasebyrh, le lecteur / spectateur découvre pratiquement en même temps que Ghintec l’univers des Abh sous la conduite de Lamhirh. Après leur arrivée sur la surface, c’est Ghintec qui guide Lamhirh dans un monde qu’elle ne connaît pas car, comme beaucoup d’Abh, elle n’a jamais mis le pied sur le sol d’une planète.
Crest of the Stars est aussi l’occasion de découvrir l’Empire humain des Abh et nombre de ses aspects particuliers, comme son organisation féodale, le rôle des familles aristocratiques, leur méthode de reproduction peu commune (entièrement fondée sur le génie génétique), l’éducation ou l’origine des Abh. Cette société n’est ni une utopie, ni une dystopie : elle est une forme d’organisation sociale avec ses bons et ses mauvais côtés. Crest of the Stars et Banner of the Stars montrent les rapports ambigus qui existent entre les Abh et l’humanité sur laquelle ils exercent une domination qu’ils jugent bienveillante. Les Abh, qui apparaissent comme des personnages généralement sympathiques bien que parfois fantasques, peuvent susciter l'intérêt ou l'étonnement du lecteur / spectateur et de certains personnages comme Sérnaïc, mais sont détestés par une bonne partie de la population, comme le montre l'attitude des personnes présentes dans l'astroport de Dairctuc vis-à-vis de Ghintec et Lamhirh (épisode 2 de Crest of the Stars). En inversant la perspective habituelle de l’invasion extra-terrestre, Hiroyuki Morioka place Ghintec et, à travers lui, le lecteur / spectateur dans une situation inhabituelle, car il adopte le point de vue de l’envahisseur voulant soumettre l’humanité : à la fin de Banner of the Stars III, Lina Corint dit à Ghintec qu'il est devenu un des envahisseurs de Martin. D'un autre côté, il est aussi assez clair que la propagande anti-Abh de l’Union humaine, fondée sur la liberté humaine, peut dissimuler des intérêts plus terre-à-terre.

## Distinctions
L'ensemble du cycle s'est vu décerner le Prix Seiun (meilleur roman japonais de Science-fiction) en 1997.

## Sources et liens
Hiroyuki Morioka a explicité de nombreux aspects de l’univers de Crest of the Stars et Banner of the Stars en annexe des romans ou dans des ouvrages parallèles. Ces informations, non accessibles au lecteur français, ont été reprises dans certains sites.
- (en) Abh Nation (Le site le plus complet sur l’univers de Crest of the Stars)

Pour des informations plus complètes sur l’anime :
- (fr) Fiche Animint
- (en) Fiche Anime News Network